# 평택대광교회
평택대광교회(Dae Kwang Presbyterian Church)는 평택시 비전동 115-7번지에 있는 대한예수교장로회(개혁) 교단 소속의 교회이다. 1983년 1월 1일 평택시 합정동에서 배창돈 목사가 4명의 성도와 함께 창립예배로 시작되었고 새신자를 전도자로 양육하고 제자훈련으로 교육하는 교회로 알려져 있다. 현재 김성일 목사가 담임이다.

## 설립
옥한흠목사의 제자인 배창돈 목사가 1988년부터 실시된 제자훈련을 통해 교회가 건강하게 성장하였고, 평신도 사역자들이 헌신적으로 교회를 섬기고 있다. 현재 옥한흠 목사의 제자훈련을 기념하는 은보포럼의 대표를 맡고 교회에서 이론적 실천적 제자훈련에 대한 연구와 발표를 하고 있다. 2002년 6월 30일 새 예배당을 완공하고 지역사회와 복음사역을 제자화를 통하여 섬기고 있다. 교회 목표가 선교하는 교회, 사랑이 넘치는 교회, 말씀을 생활화하는 교회이다. 교회의 비전으로 평신도가 동역하는 교회, 비전을 이우어 가는 교회, 차세대를 준비하는 교회이다. 기독교 대안학교로 자유 기독학교를 설립하여 중고등 과정의 교육을 실시하고 있으며, 부설 유아 교육기관으로 파이디온 드림스쿨을 2003년부터 운영하고 있다.

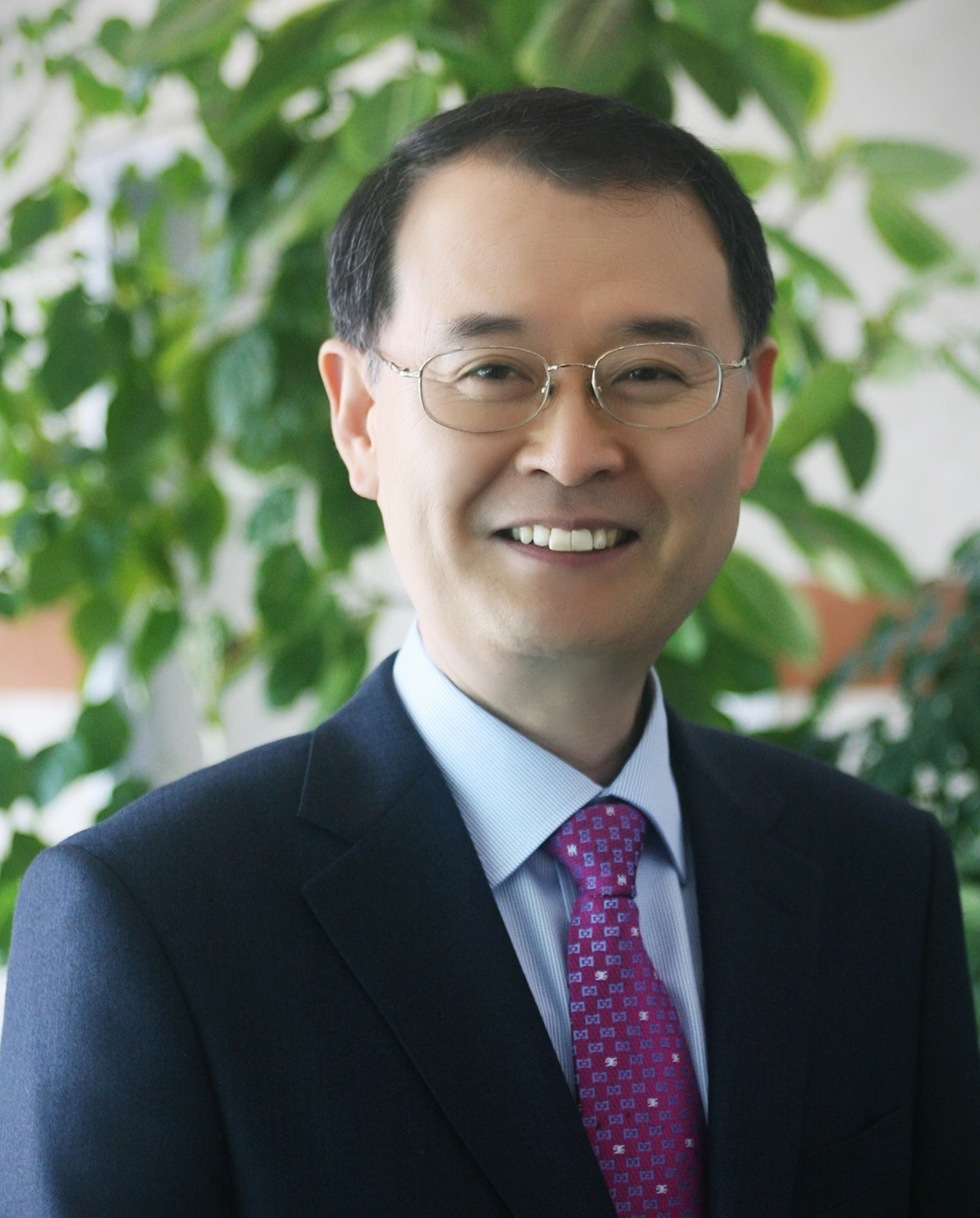
평택대광교회 배창돈 원로목사

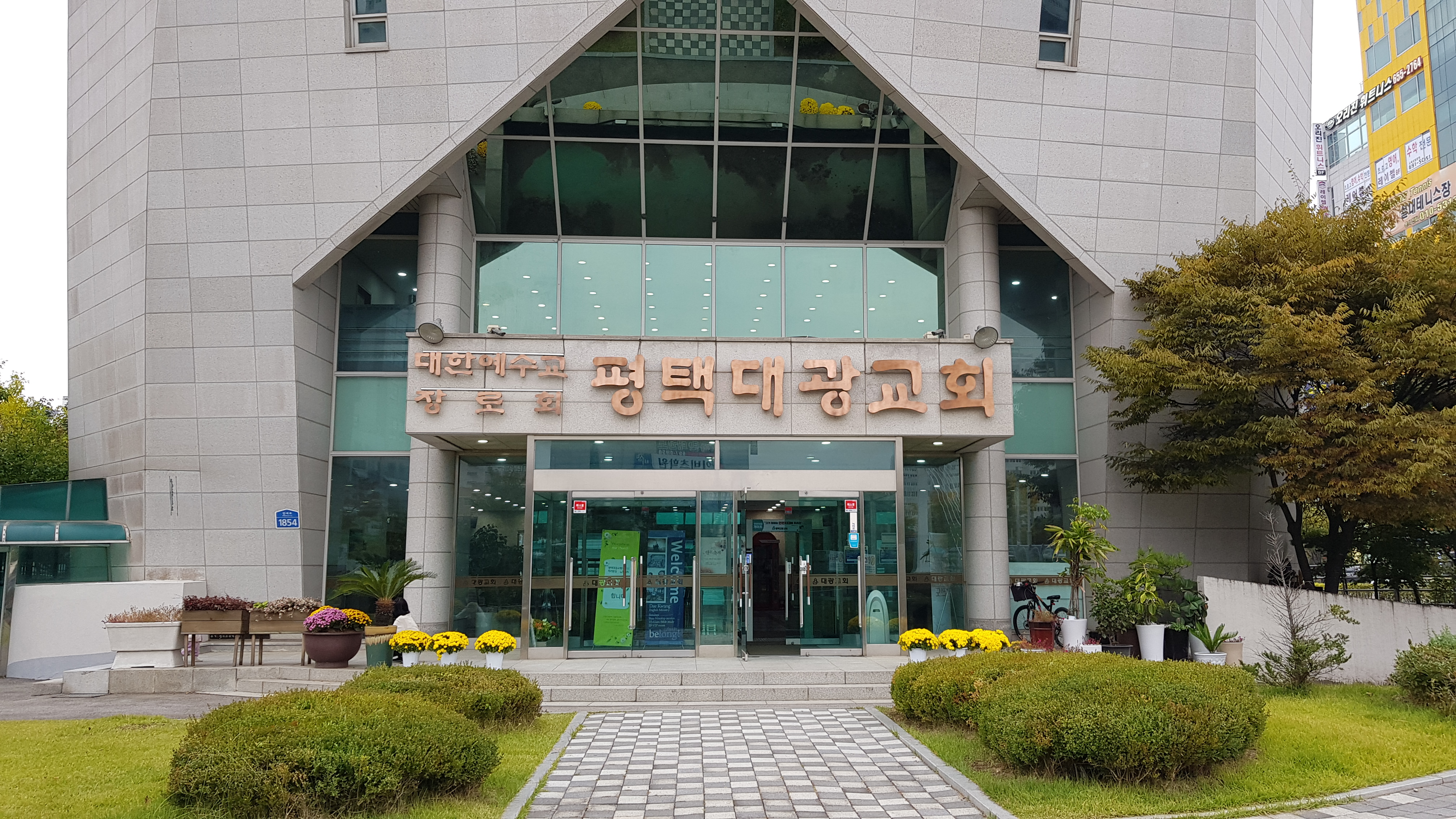
제자훈련으로 알려진 평택대광교회

## 교회연혁
- 1983. 1. 1 배창돈 전도사에 의해 교회 개척 창립 예배 (합정동 675번지)
- 1984. 10. 1 성전 건축 기공예배 (비전동 824-1)
- 1986. 4. 14 배창돈 전도사 목사 안수
- 1987. 6. 1 성전 건축 준공
- 1994. 7. 3 새 성전 증축 입당예배 (비전동 824-2)
- 2001. 4. 8 성전건축 기공예배(비전동 115-7)
- 2002. 6.30새 성전 입당예배 (비전동 115-7)
- 2004. 10.24 기독교학교설립부지 11만평 계약(충북진천)
- 2007. 3.3 자유기독학교 개교 및 제 1회 입학식
- 2008.10, 6 무료급식소 ‘아가페하우스’ 개원

## 배창돈 목사
평택대광교회의 배창돈 목사는 3대째 신앙의 가문에서 태어나 전통적이고 보수적인 교회에서 자랐다. 1983년 교회를 개척한 뒤 1987년부터 제자훈련을 시작하여 건강한 교회를 지향하고 있다. 개신대학원대학교를 졸업하고, 미국 Knox Theological Seminary에서 목회학 박사학위와 개신대학원대학교에서 명예 철학박사 학위를 받았고, 모교에서 겸임교수로 실천신학을 강의하고 있다. 저서로는 [천국], [순종], [목사가 쓴 러브 레터] 외 80여종이 있다. 목회사역 외에 평택 청소년교육선교회 대표로 청소년 사역에 헌신하고 있으며, 국제제자훈련원 경기남지역 CAL-NET 팀장과 국제 전도폭발 한국본부 이사, 평안밀알선교회 이사장, 평택기독교총연합회장으로 섬기고 있다. 은보포럼의 대표를 맡고 있다. 중소교회 제자훈련 지도자 세미나를 통하여 한국교회를 섬기고 있다. 그는 40년 동안 목회를 하고 은퇴하였는데, 대안 학교로 자유기독학교를 설립하였고, 제자훈련 중심의 공동체로서 글로벌디사이플센터를 창립하였다.

## 교회비전과 사역

### 아동부
- 영, 유아, 유치부를 위한 신앙교육 기관 운영과 지도자 양성
- 장애 아동들을 위한 공간 마련

### 청소년 비전
- 제자훈련 된 교사 중심의 미션스쿨 설립,
- 중고생들을 위한 공간 마련

### 청년들을 위한 비전
- 젊은이들을 위한 찬양사역자 양성. 선교를 위한 비전 트립의 실시
- 분야에서 유능한 젊은이 발굴하여 후원

### 장년을 위한 비전
- 효과적인 평신도 지도자 훈련
- 성경대학 및 신앙강좌 개설
- 평신도지도자들의 비전여행 실시

### 노인들을 위한 비전
사랑의 집을 개원하여 노동과 쉼터를 제공
노인들을 위한 다양한 프로그램의 개발 및 전담 부서 창설

### 지역사회를 위한 비전
- 결식자 돕기
- 노인들을 위한 경로대학 개설
- 무의탁 노인 및 소년소녀 가장 돕기

### 선교를 위한 비전
- 농어촌 교역자 자녀 돕기
- 농어촌 교회를 위한 정기적인 봉사
- 무교회 지역 교회 개척
- 외국인 노동자들을 위한 예배 및 소그룹 성경공부 실시
- 협력선교사 후원 및 선교사 파송전도
- 북한이 열리면 교회 개척
- 평신도 선교사 파송(의사, 간호사, 특수직업)

## 글로벌디사이플센터
제자훈련를 위한 공동체 모임으로 경기도 안성시 원곡면 지문북길 77에 있다.

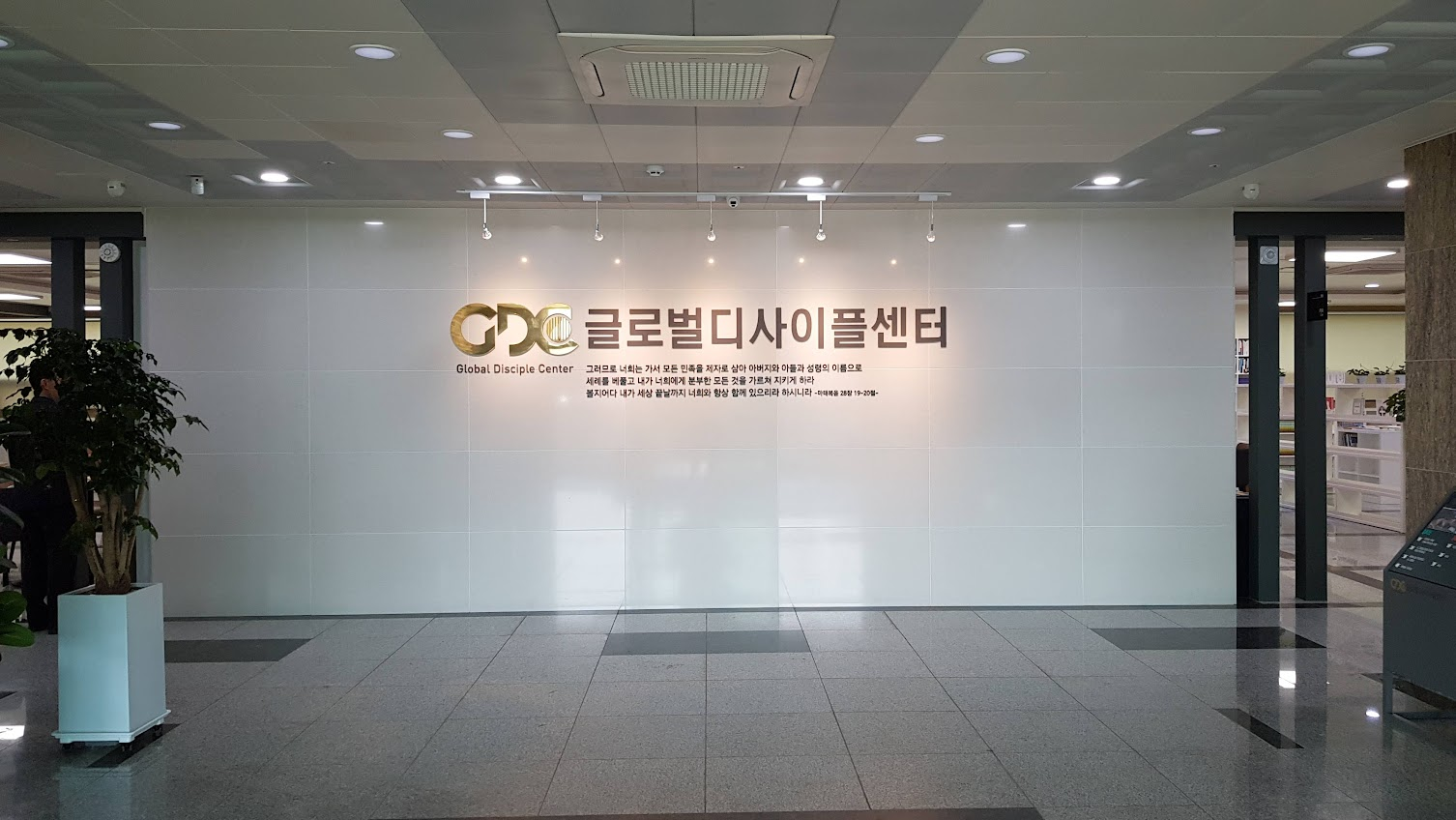
글로벌 디사이플 센터

## 자유기독학교
대광교회가 설립한 중고등 과정 기독교 대안한학교로 자유기독학교가 경기도 안성시 원곡면 지문북길 77에 있다.

## 같이 보기
- 배창돈
- 옥한흠
- 제자훈련

## 참고 문헌
- 배창돈, 예수님의 제자: 건강한 교회를 세우는 제자훈련 교재, 디모데, 2016.
- 배창돈, 순종, 교회성장연구소, 2020.
- 배창돈, 제자훈련, 실패는 없다, 디모데, 2015.